# Noé González Alcoba
Noé Tulio González Alcoba (ur. 12 maja 1979 w Pando) – urugwajski bokser kategorii super średniej.

## Kategoria średnia
Jako zawodowiec zadebiutował 2 października 2004 roku nokautując w 1 rundzie Jose Luisa Oliverę. Do października 2006 roku pokonał 12 rywali, jednak żaden z nich niczego wielkiego nie osiągnął.
2 grudnia 2006 zdobył tytuł WBA Fedelatin. Pokonał jednogłośnie na punkty Claudio Ariela Abalosa.
30 czerwca 2007 roku mający zaledwie 14 walk na koncie, Alcoba zmierzył się z Felixem Sturmem o pas WBA. Walka odbyła się w Niemczech i była pierwszą obroną tytułu przez Sturma. Sturm zdominował rywala zwyciężając jednogłośnie na punkty i zadając Gonzálezowi pierwszą porażkę w karierze.
20 sierpnia 2008 roku zmierzył się z Mariano Natalio Carrerą byłym mistrzem WBO w wadze średniej. Początek nie układał się po myśli Gonzáleza i już w 1 rundzie znalazł się na deskach. W 3 rundzie to González przejął inicjatywę i posłał Argentyńczyka na deski, który jednak powstał i przetrwał rundę. Koniec nastąpił w 4 rundzie, gdy González po potężnym lewym sierpowym posłał rywala na deski, który dał się wyliczyć.

## Kategoria super średnia
9 stycznia 2011 roku pokonał przez TKO w 3 rundzie mocno bijącego Meksykanina Gustavo Magallanesa. Stawką walki był pas WBC Silver. W maju obronił tytuł pokonując Meksykanina Rubena Padillę, który został poddany przez sędziego w 9 starciu.
20 kwietnia 2012 roku w 2 obronie tytułu zmierzył się z Adonisem Stevensonem. Stevenson zwyciężył przez TKO w 3 starciu, gdy sędzia postanowił poddać broniącego się w narożniku Gonzáleza.

## Lista walk na zawodowym ringu
| Wynik     | Rekord | Przeciwnik                        | Werdykt | Runda | Data       | Miejsce                 | Uwagi                                          |
| --------- | ------ | --------------------------------- | ------- | ----- | ---------- | ----------------------- | ---------------------------------------------- |
| Wygrana   | 29-2   | Miguel Angel Cobas                | KO      | 1/8   | 20.10.2012 | Buenos Aires, Argentyna |                                                |
| Przegrana | 28-2   | Adonis Stevenson                  | TKO     | 2/12  | 20.04.2012 | Montreal, Kanada        | Stracił pas WBC Silver w wadze super średniej. |
| Wygrana   | 28-1   | Paul Rodriguez                    | KO      | 2/8   | 15.10.2011 | Los Mochis, Meksyk      |                                                |
| Wygrana   | 27-1   | Ruben Padilla                     | TKO     | 9/12  | 13.05.2011 | Montevideo, Urugwaj     | Obronił pas WBC Silver w wadze super średniej. |
| Wygrana   | 26-1   | Gustavo Magallanes                | TKO     | 3/12  | 09.01.2011 | Punta del Este, Urugwaj | Zdobył pas WBC Silver w wadze super średniej.  |
| Wygrana   | 25-1   | Antonio Arras                     | TKO     | 9/10  | 29.10.2010 | Mexicali, Meksyk        |                                                |
| Wygrana   | 24-1   | Michi Munoz                       | TKO     | 6/10  | 04.06.2010 | Floryda, USA            |                                                |
| Wygrana   | 23-1   | Denis De Barros                   | KO      | 2/10  | 04.12.2009 | Santa Fe, Argentyna     |                                                |
| Wygrana   | 22-1   | Ismael Bueno                      | KO      | 2/6   | 06.11.2009 | Montevideo, Urugwaj     |                                                |
| Wygrana   | 21-1   | Mariano Natalio Carrera           | KO      | 4/10  | 20.08.2009 | Buenos Aires, Argentyna |                                                |
| Wygrana   | 20-1   | Juraci Conceicao                  | KO      | 2/8   | 18.06.2009 | Montevideo, Urugwaj     |                                                |
| Wygrana   | 19-1   | Oscar Bruno Fuchs                 | KO      | 2/8   | 23.02.2009 | Canelones, Urugwaj      |                                                |
| Wygrana   | 18-1   | Valentin Antonio Ochoa            | TKO     | 6/12  | 10.01.2009 | Punta del Este, Urugwaj | Zdobył pas WBO Latino w wadze średniej.        |
| Wygrana   | 17-1   | Martin David Islas                | TKO     | 5/8   | 25.10.2008 | Salto, Urugwaj          |                                                |
| Wygrana   | 16-1   | Cristian Ricardo Rizzo            | KO      | 3/6   | 05.09.2008 | Montevideo, Urugwaj     |                                                |
| Wygrana   | 15-1   | Mario Javier Nieva                | UD      | 6/6   | 08.08.2008 | Montevideo, Urugwaj     |                                                |
| Przegrana | 14-1   | Felix Sturm                       | UD      | 12/12 | 30.06.2007 | Stuttgart, Niemcy       | O mistrzostwo świata WBA w wadze średniej.     |
| Wygrana   | 14-0   | Raul Alberto Gutierrez Sanchez    | RTD     | 3/6   | 02.06.2007 | Santa Fe, Argentyna     |                                                |
| Wygrana   | 13-0   | Claudio Ariel Abalos              | UD      | 10/10 | 02.12.2006 | Pando, Urugwaj          | Zdobył pas WBA Fedelatin w wadze średniej.     |
| Wygrana   | 12-0   | Raul Alberto Gutierrez Sanchez    | UD      | 4/4   | 13.10.2006 | Santa Fe, Argentyna     |                                                |
| Wygrana   | 11-0   | Cristian Oscar Zanabria           | UD      | 6/6   | 14.09.2006 | Montevideo, Urugwaj     |                                                |
| Wygrana   | 10-0   | Jose Emilio Mazurier              | KO      | 6/6   | 19.08.2006 | Santa Fe, Argentyna     |                                                |
| Wygrana   | 9-0    | Ricardo Manuel Genero             | TKO     | 3/8   | 14.07.2006 | Santa Fe, Argentyna     |                                                |
| Wygrana   | 8-0    | Lucas Damian Molina               | RTD     | 5/6   | 15.04.2006 | Buenos Aires, Argentyna |                                                |
| Wygrana   | 7-0    | Santos Tomas Villalba             | UD      | 6/6   | 11.02.2006 | Santa Fe, Argentyna     |                                                |
| Wygrana   | 6-0    | Dante Heraldo Emiliano Hirschfeld | TKO     | 6/6   | 29.10.2005 | Buenos Aires, Argentyna |                                                |
| Wygrana   | 5-0    | Santos Tomas Villalba             | SD      | 6/6   | 19.08.2005 | Santa Fe, Argentyna     |                                                |
| Wygrana   | 4-0    | Santos Tomas Villalba             | UD      | 4/4   | 20.05.2005 | Santa Fe, Argentyna     |                                                |
| Wygrana   | 3-0    | Ramon Javier Cabanas              | UD      | 4/4   | 26.03.2005 | Buenos Aires, Argentyna |                                                |
| Wygrana   | 2-0    | Jose Luis Carrizo                 | KO      | 2/4   | 06.11.2004 | Santa Fe, Argentyna     |                                                |
| Wygrana   | 1-0    | Jose Luis Olivera                 | KO      | 1/4   | 02.10.2004 | Buenos Aires, Argentyna |                                                |